# Alec Jackson
Alec Jackson (Tipton, Inglaterra, 29 de mayo de 1937-10 de agosto de 2023) fue un futbolista inglés que jugó en las posiciones de extremo y delantero.

## Carrera

### Club
| Periodo   | Club                    | Apariciones | Goles |
| --------- | ----------------------- | ----------- | ----- |
| 1954–1964 | West Bromwich Albion FC | 192         | 50    |
| 1964–1967 | Birmingham City FC      | 78          | 11    |
| 1967–1968 | Walsall FC              | 38          | 7     |
| 1968-1970 | Nuneaton Borough FC     | 110         | 22    |

## Logros
- FA Charity Shield (1): 1954
- Staffordshire Senior Cup (1): 1967/68